# Journal of the Hattori Botanical Laboratory
Journal of the Hattori Botanical Laboratory (abreviado J. Hattori Bot. Lab.) es una revista con ilustraciones y descripciones botánicas que es editada en Nichinan, Miyazaki desde el año 1947 hasta 2010. También titulada Hattori shokubutsu kenkyusho hokoku. Fue reemplazada por Hattoria.